# Amares
Amares – miejscowość w Portugalii, leżąca w dystrykcie Braga, w regionie Północ w podregionie Cávado. Miejscowość jest siedzibą gminy o tej samej nazwie.

## Demografia
| Liczba ludności gminy Amares (1801–2011) | Liczba ludności gminy Amares (1801–2011) | Liczba ludności gminy Amares (1801–2011) | Liczba ludności gminy Amares (1801–2011) | Liczba ludności gminy Amares (1801–2011) | Liczba ludności gminy Amares (1801–2011) | Liczba ludności gminy Amares (1801–2011) | Liczba ludności gminy Amares (1801–2011) | Liczba ludności gminy Amares (1801–2011) | Liczba ludności gminy Amares (1801–2011) |
| ---------------------------------------- | ---------------------------------------- | ---------------------------------------- | ---------------------------------------- | ---------------------------------------- | ---------------------------------------- | ---------------------------------------- | ---------------------------------------- | ---------------------------------------- | ---------------------------------------- |
| 1801                                     | 1849                                     | 1900                                     | 1930                                     | 1960                                     | 1981                                     | 1991                                     | 2001                                     | 2004                                     | 2011                                     |
| 5 411                                    | 8 030                                    | 12 746                                   | 13 878                                   | 16 845                                   | 16 478                                   | 16 715                                   | 18 521                                   | 19 290                                   | 18 889                                   |

## Sołectwa
Sołectwa gminy Amares (ludność wg stanu na 2011 r.):
- Amares – 1550 osób
- Barreiros – 760 osób
- Besteiros – 576 osób
- Bico – 777 osób
- Caires – 868 osób
- Caldelas – 872 osoby
- Carrazedo – 732 osoby
- Dornelas – 508 osób
- Ferreiros – 3212 osób
- Figueiredo – 1104 osoby
- Fiscal – 718 osób
- Goães – 557 osób
- Lago – 1910 osób
- Paranhos – 111 osób
- Paredes Secas – 166 osób
- Portela – 168 osób
- Prozelo – 785 osób
- Rendufe – 1124 osoby
- Santa Maria do Bouro – 760 osób
- Santa Marta do Bouro – 490 osób
- Sequeiros – 204 osoby
- Seramil – 182 osoby
- Torre – 458 osób
- Vilela – 297 osób